# Шнюрпфлинген
Шнюрпфлинген (нем. Schnürpflingen) — община в Германии, в земле Баден-Вюртемберг. 
Подчиняется административному округу Тюбинген. Входит в состав района Альб-Дунай.  Население составляет 1330 человек (на 31 декабря 2010 года). Занимает площадь 10,71 км².